# Societat de Beneficència de Naturals de Catalunya

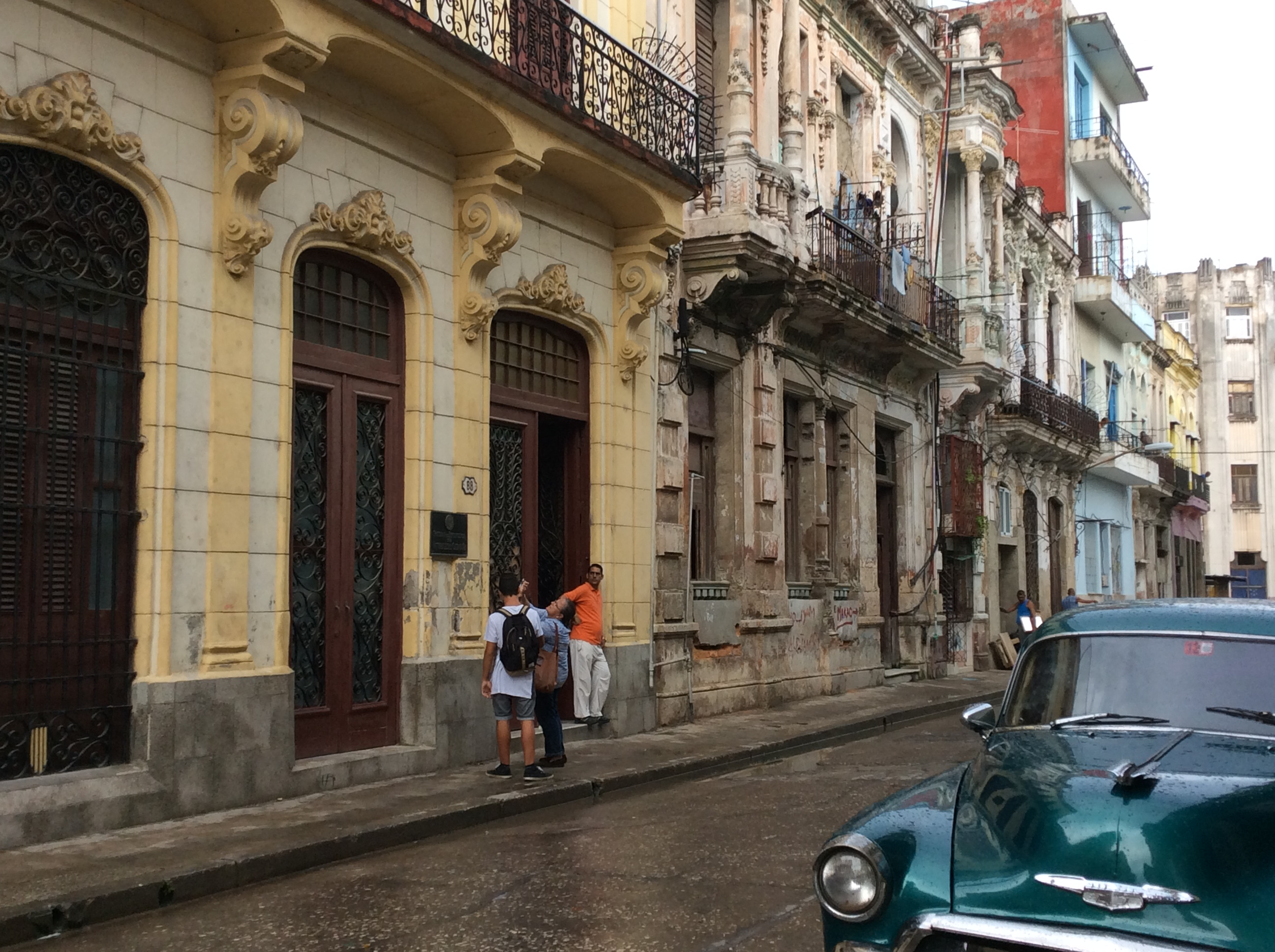
Façana de la Societat, edifici Planiol-Pons any 2015 (esquerra)

Societat de Beneficència dels Naturals de Catalunya (SBNC), també coneguda com el Casal Català ó Beneficencia Catalana, és una associació de beneficència fundada per l'emigració catalana a l'Havana el 1840. Considerada l'entitat d'ajuda social més antiga del món, va ser fundada per 102 catalans dirigits pels cosins vilanovins Antoni Font i Guasch i Josep Gener i Guasch. Aparegué per ajudar els catalans que no van fer fortuna i van quedar encallats a la capital cubana; que començaren a ser nombrosos des de la independència de Cuba el 1900. En foren membres Josep Murillo i Mombrú i Joaquim Muntal i Gramunt, vicepresident el 1925-1928.
La seva seu es troba al carrer Consulado 68 de Ciutat vella de l'Havana, Cuba. Amb el pas dels anys, la Beneficència Catalana va incorporar a la funció assistencial que li va donar origen, activitats de caràcter cultural i festiu. Amb més de 1.400 socis, promou diferents activitats relacionades amb Catalunya com havaneres, celebració de Sant Jordi, esbart dansaire, puntaires, lectura de poesia, algun concert i projeccions de pel·lícules. Encara que la seva activitat principal és la de donar suport econòmic als socis que ho necessiten.
Un altre dels seus objectius és el manteniment de l'ermita de Montserrate que estava previst ser instal·lada a la plaça de la Revolució en els últims anys del Govern de Fulgencio Batista, però que finalment es va construir a finals dels 50 en una finca a prop de l'aeroport de l'Havana. És una rèplica de l'església de s'Agaró i alberga una còpia de la Mare de Déu de Montserrat.
Amb més de 170 anys d'història disposa d'un llegat documental econòmic i social d'emigrants catalans de Cuba i ha rebut guardons de l'Institut d'Estudis Catalans, de la Generalitat de Catalunya i la Creu de Sant Jordi el 1993.
Des de l'1 de gener de 2000 la presidenta es Maria Dolors (Lola) Rosich Leal (L'Havana, 6 de març de 1935) filla de Manel Rosich Milà, de Vilanova i la Geltrú, i Dolores Leal González, de La Paz (Entre Ríos, Argentina).

## Llista de presidents

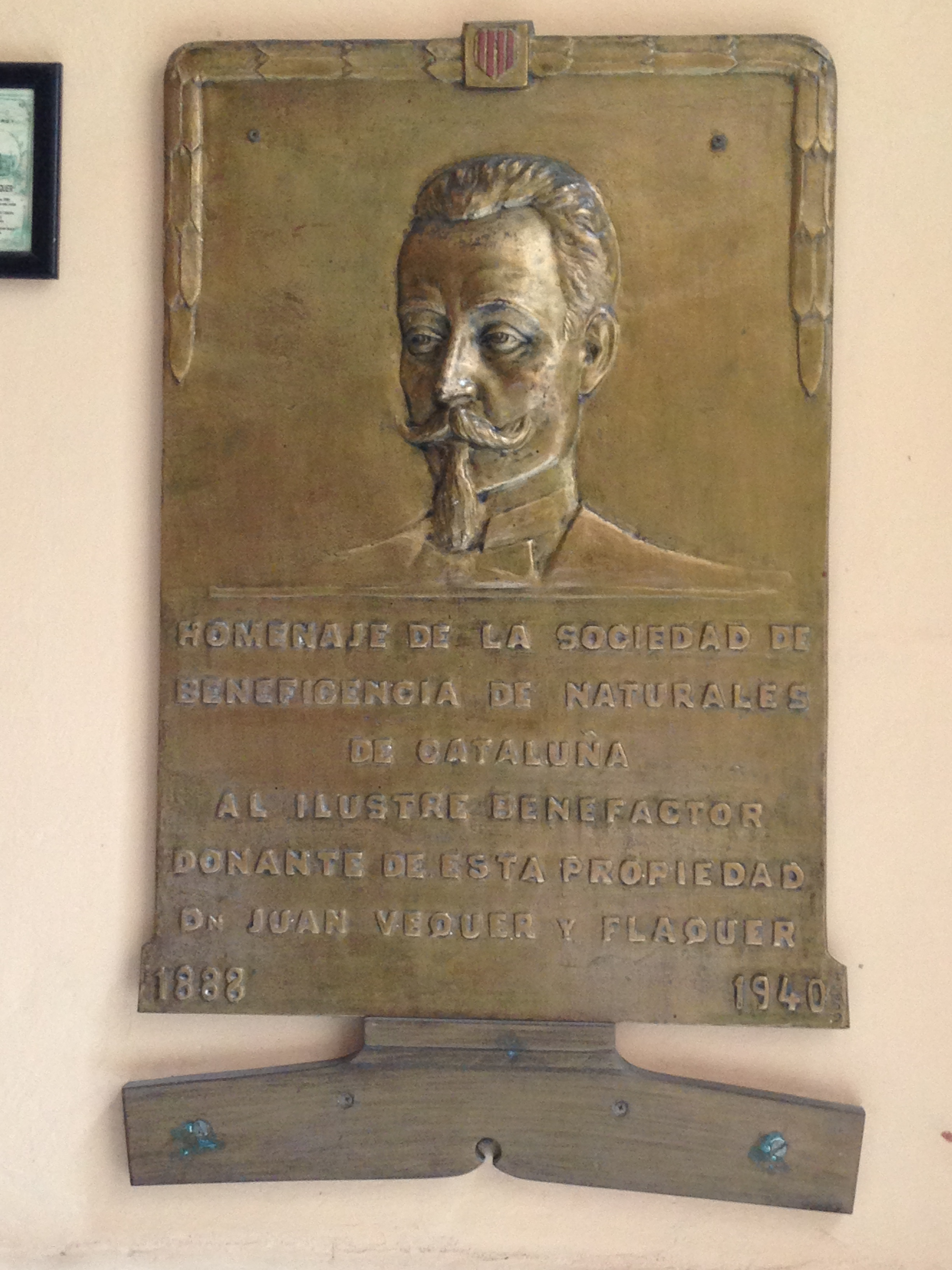
Homenatge a Joan Veguer i Flaquer (1888-1940)

Presidents de la Societat de Beneficència de Naturals de Catalunya des de 1841:
- Francesc Ventosa i Soler (1841-1842)[12]
- Salvador Samà i Martí (1844-1845)[13]
- Francesc Ventosa i Soler (1847-1848)[12]
- Francesc Martí i Torrents (1851-1852)[14][15]
- Josep Llanussa i Rossell (1852-1853)
- Llorenç Pedro i Creus (1858-1859)
- Joan Conill i Pi (1860-1861)[16]
- Jaume Partagàs i Ravell (1866-1867)[17]
- Joan Veguer i Flaquer (1868-1869)[18]
- Llorenç Pedro i Creus (1870-1871)
- Josep Gener i Batet (1875-1876)
- Prudenci Rabell i Pubill (1876-77)[19][20]
- Narcís Gelats i Durall (1882-1883)[21]
- Josep Gener i Batet (1883-1884)
- Prudenci Rabell i Pubill (1885-1886)
- Josep Gener i Batet (1886-1887)
- Sebastià Figueras i Blat (1891-1893)[22]
- Prudenci Rabell i Pubill (1885-1886)
- Josep Gener i Batet (1886-1887)
- Prudenci Rabell i Pubill (1893-1894)
- Josep Aixalà i Casellas (1912-1913)[23]
- Narcís Gelats i Durall (1917)
- Ramon J. Planiol Arcelós (1942-1949)[24]
- Josep Tous Amill (1950-1955)[25]
- Ramon J. Planiol Arcelos (1956-1971)[24]
- Jorge Oller Oller (1999-2009)[26]
- Maria Dolors Rosich Leal (2010-actualitat)[11]

Presidents d'Honor: Felip Bohigas i Escalé, Narcís Gelats i Durall, Narcís Maciá i Domenech